# Szklana Huta (Brodnica Górna)
Szklana Huta (kaszb.Sklanô Hëta) – część wsi Brodnica Górna w Polsce, położona w województwie pomorskim, w powiecie kartuskim, w gminie Kartuzy, na terenie Kaszubskiego Parku Krajobrazowego. Wchodzi w skład sołectwa Brodnica Górna. 
W latach 1975–1998 Szklana Huta administracyjnie należała do województwa gdańskiego.
Znajduje się tu Baza Obozowa „Róża Wiatrów” Hufca ZHP w Lęborku.